# Ковчег знаний
Ковчег знаний — собрание знаний, сохраненных таким образом, чтобы будущие поколения имели доступ к этим знаниям, если все остальные их копии будут утеряны. В некоторых случаях называемый ковчег судного дня или хранилище судного дня.
Сценарии, в которых доступ к информации (например, к сети Интернет) в противном случае стал бы невозможным, можно было бы описать как экзистенциальные риски или события уровня вымирания. Ковчег знаний может иметь форму традиционной библиотеки или современной компьютерной базы данных. Он также может носить графический характер, включая фотографии важной информации или диаграммы важнейших процессов.
Ковчег знаний должен быть устойчив к воздействию природных или техногенных катастроф. Это хранилище знаний должно включать, но не ограничиваться этим, информацию или материалы, имеющие отношение к выживанию и процветанию человеческой цивилизации.
Другие типы ковчегов знаний могут включать генетический материал, например, банк ДНК (в России — Депозитарий живых систем). С возможностью широкого распространения персонального секвенирования ДНК, становящегося реальностью, человек может согласиться хранить свой генетический код в цифровом или аналоговом формате хранения, что позволит впоследствии извлекать этот код. Если вид будет секвенирован до исчезновения, его геном остаётся доступным для изучения и воспроизводства.

## Примеры

### Всемирное семенохранилище
Примером банка ДНК является Глобальное хранилище семян на Шпицбергене, банк семян, предназначенный для сохранения широкого спектра семян растений (например, важных сельскохозяйственных культур) в случае их исчезновения.

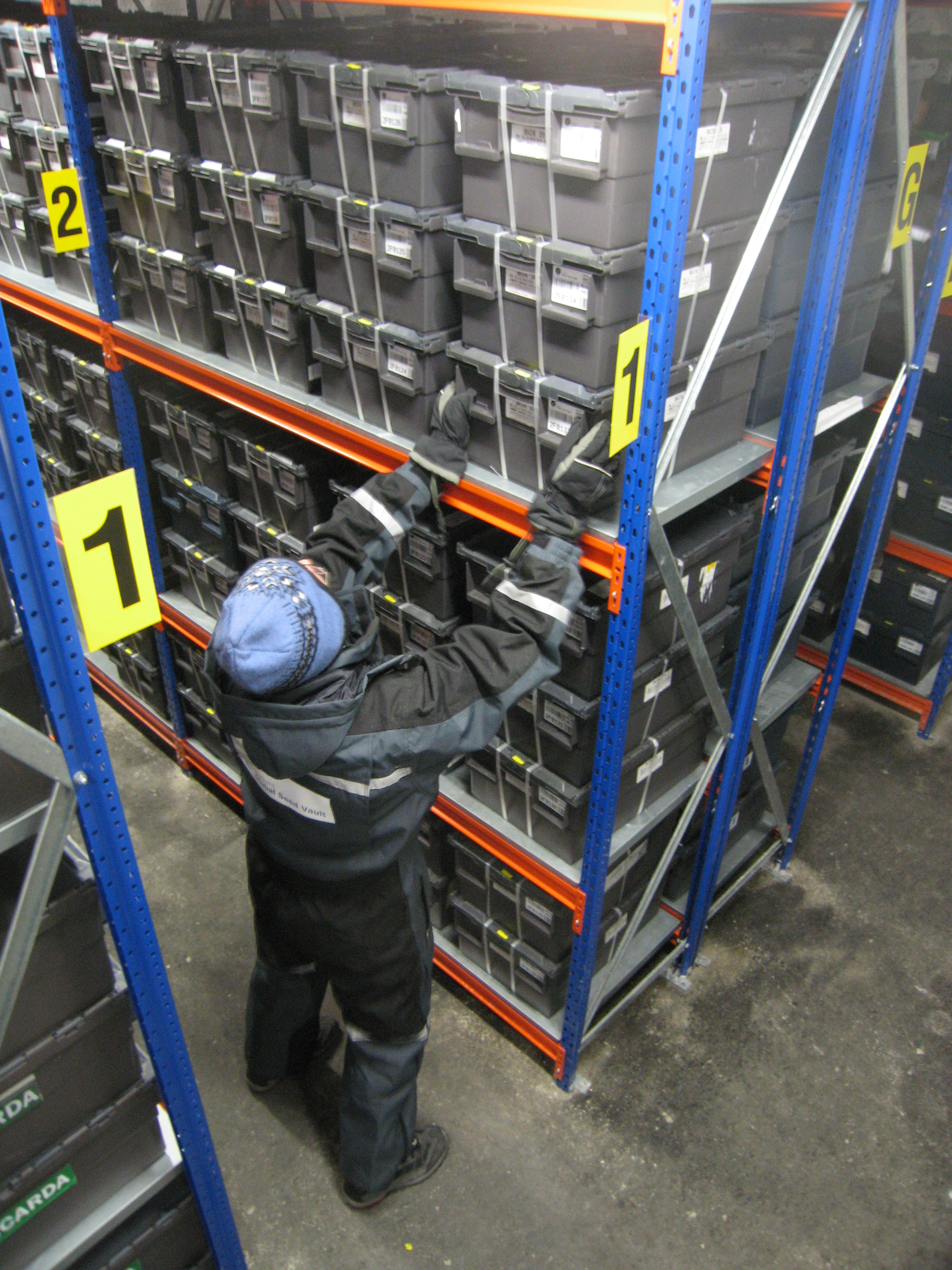
Контейнеры для хранения в Глобальном хранилище семян на Шпицбергене
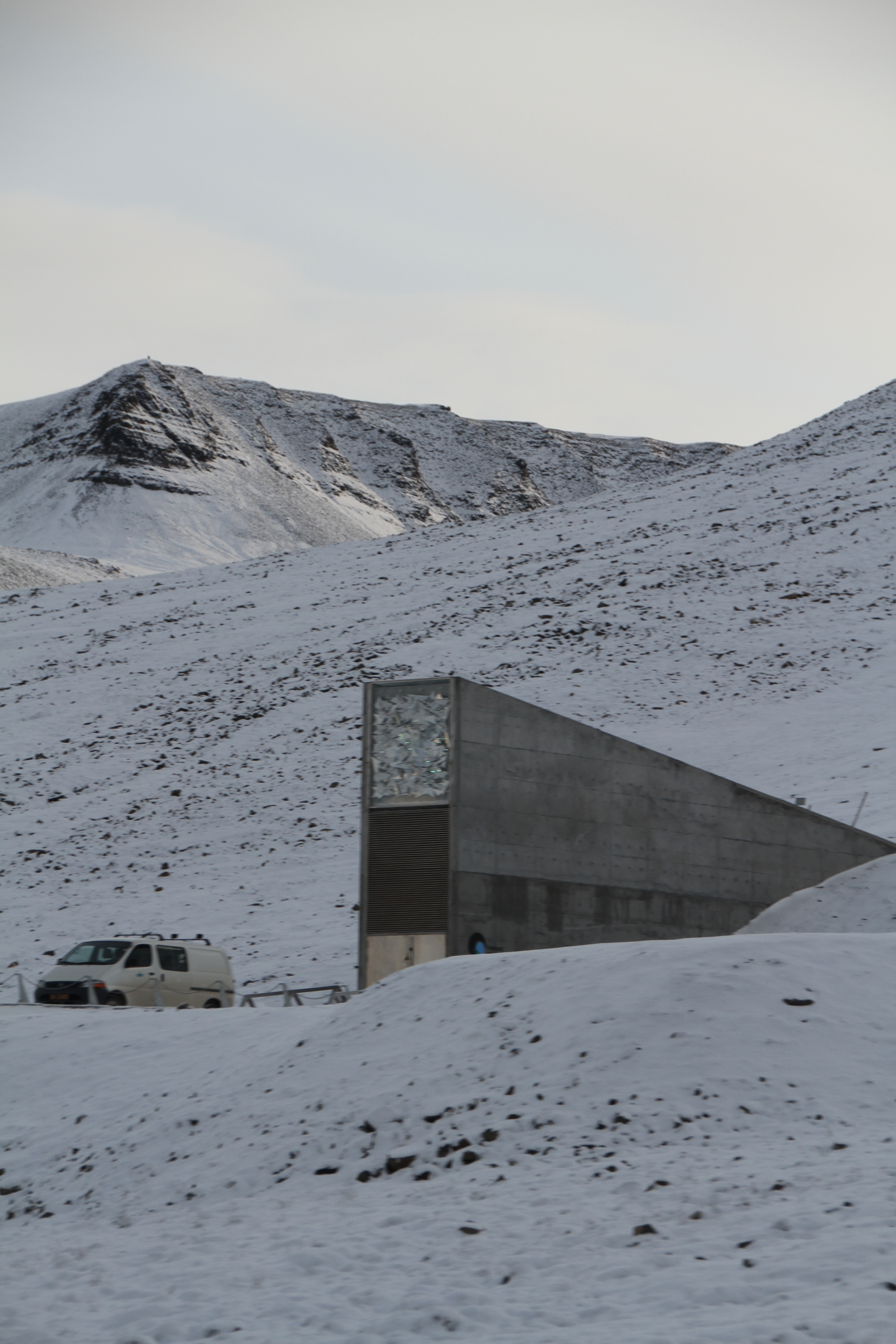
Вход в хранилище

### «Память человечества»
Проект «Память человечества» предполагает нанесение человеческих знаний на глиняные таблички и хранение их в соляной шахте (например в самой старой соляной шахте на Земле, в городе Халльштатт, в Австрии). Хранилище микрофильмированных гравюр.

### Лунный ковчег
Был предложен Лунный ковчег, который будет хранить и передавать ценную информацию на приемные станции на Земле. Успех этого также будет зависеть от наличия совместимого приемного оборудования на Земле и адекватных знаний о работе этого оборудования.

### Берешит
Фонд миссии ковчега в 2019 году отправил на Луну на израильском космическом аппарате Берешит Лунную библиотеку (ковчег знаний объемом 30 миллионов страниц), предназначенную для хранения в космическом пространстве миллионы лет. Космический аппарат совершил аварийную посадку. Однако библиотека, скорее всего, сохранилась в целости и сохранности.
После крушения «Берешита» выяснилось, что в составе «Лунной библиотеки» некоммерческой организацией Arch Mission Foundation на Луну в состоянии криптобиоза были отправлены сотни тихоходок, заключённых в эпоксидную смолу медленного отверждения, и образцы человеческой ДНК. Библиотека состояла из 25 слоёв никеля. Первые четыре слоя содержат примерно 60 тысяч изображений страниц книг, которые включают учебники и ключи для декодирования других слоёв. В свою очередь, эти слои содержат почти всю английскую Википедию, тысячи классических книг и многое другое.

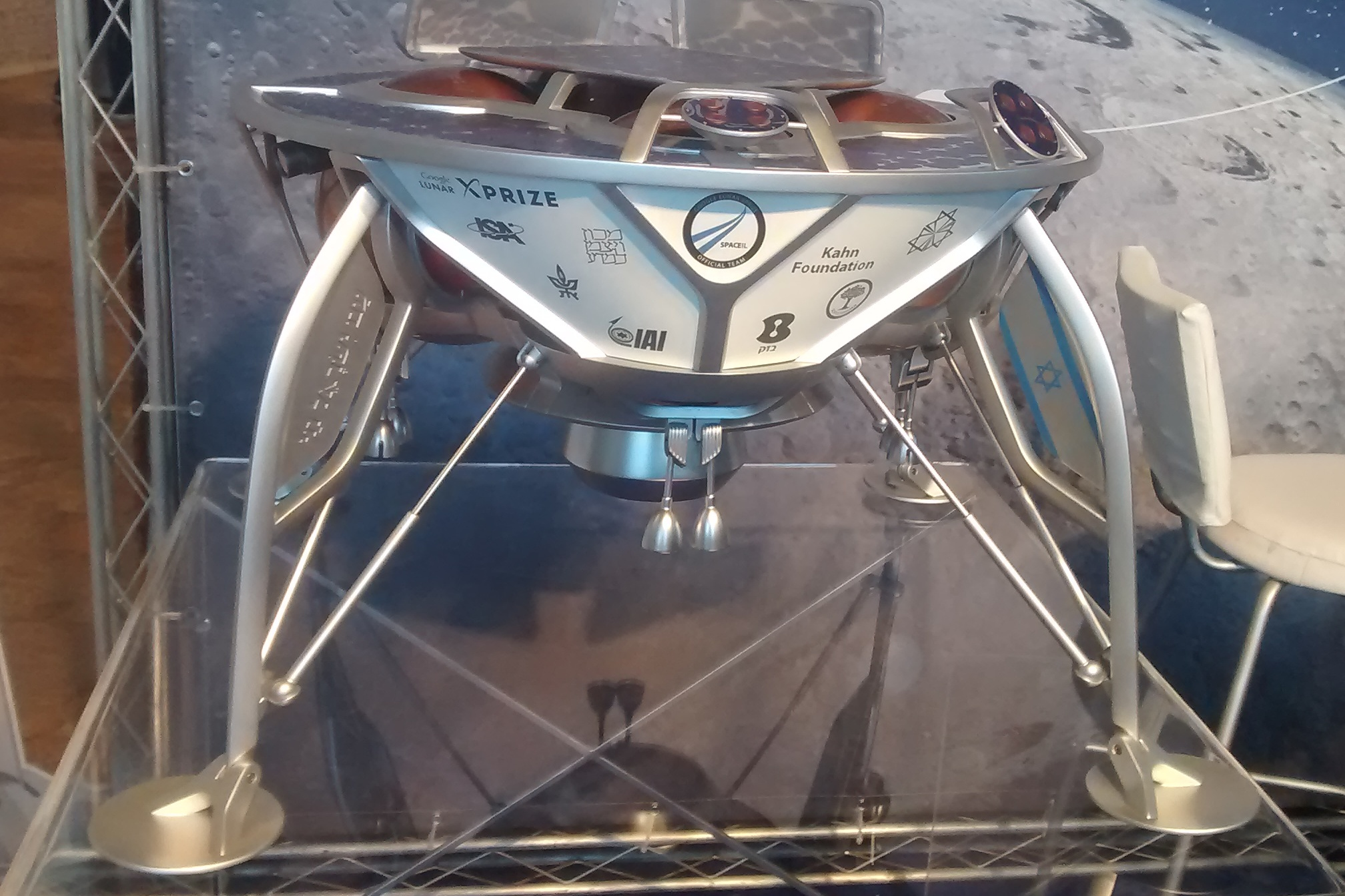
Космический корабль Берешит

### Феникс
Посадочный модуль космического корабля Феникс, приземлившегося на поверхность Марса в 2008 году, включал в себя DVD c цифровой информацией о Марсе, собранную планетарным обществом. Диск содержит различные образцы искусства, посвященные красной планете, например, «Война миров» Герберта Уэллса (вместе с радиоверсией 1938 года), «Марсианские хроники» Рэя Брэдбери и «Зеленый марс» Кима Стэнли Робинсона. Также на диске оставлены послания будущим колонизаторам марса, кроме прочих, от Карла Сагана и сэра Артура Кларка. Кроме этого, на DVD-диске хранится четверть миллиона имен, собранных через интернет, что, как считается, является «первой библиотекой на Марсе». Этот диск сделан из специального кварцевого стекла, необходимого, чтобы противостоять тяжелому марсианскому климату. Предполагается, что этот носитель информации способен «прожить» сотни (если не тысячи) лет на поверхности в ожидании извлечения будущими исследователями.

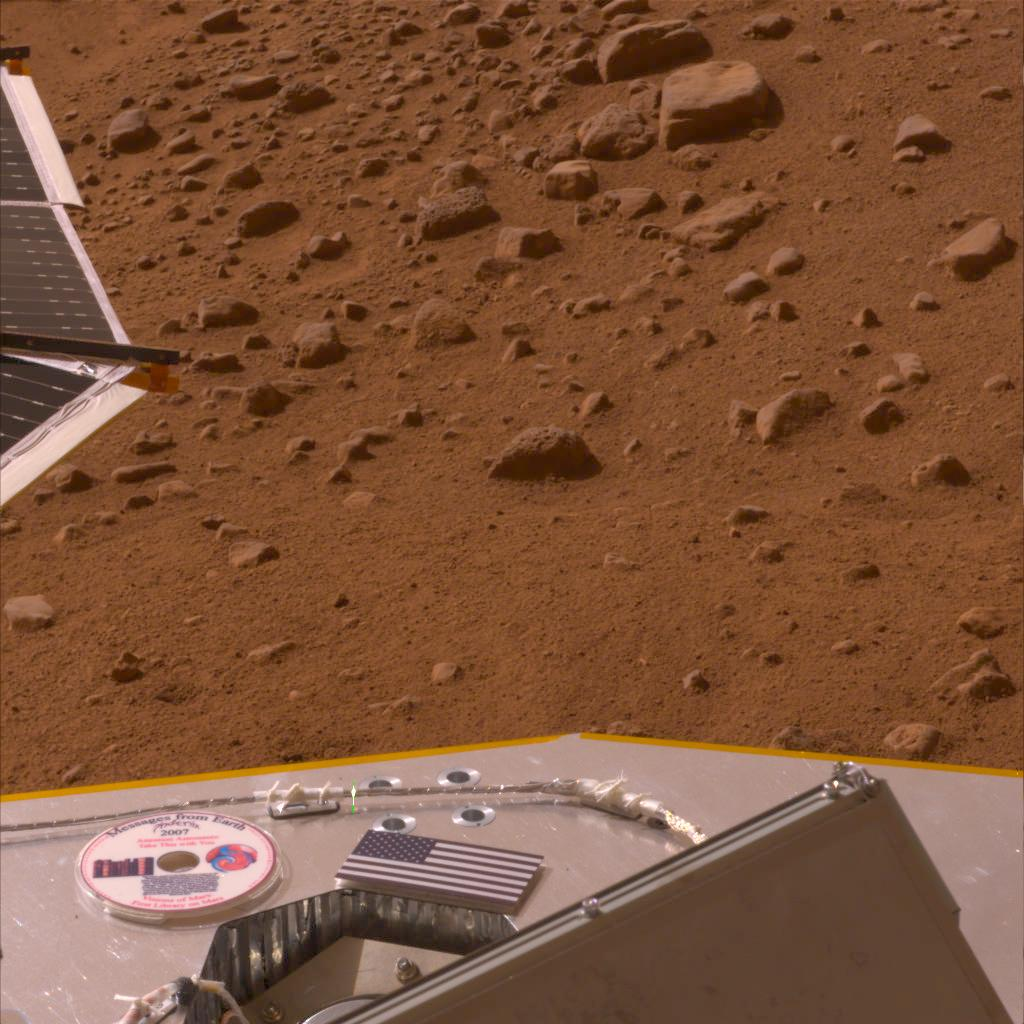
DVD можно увидеть рядом с американским флагом
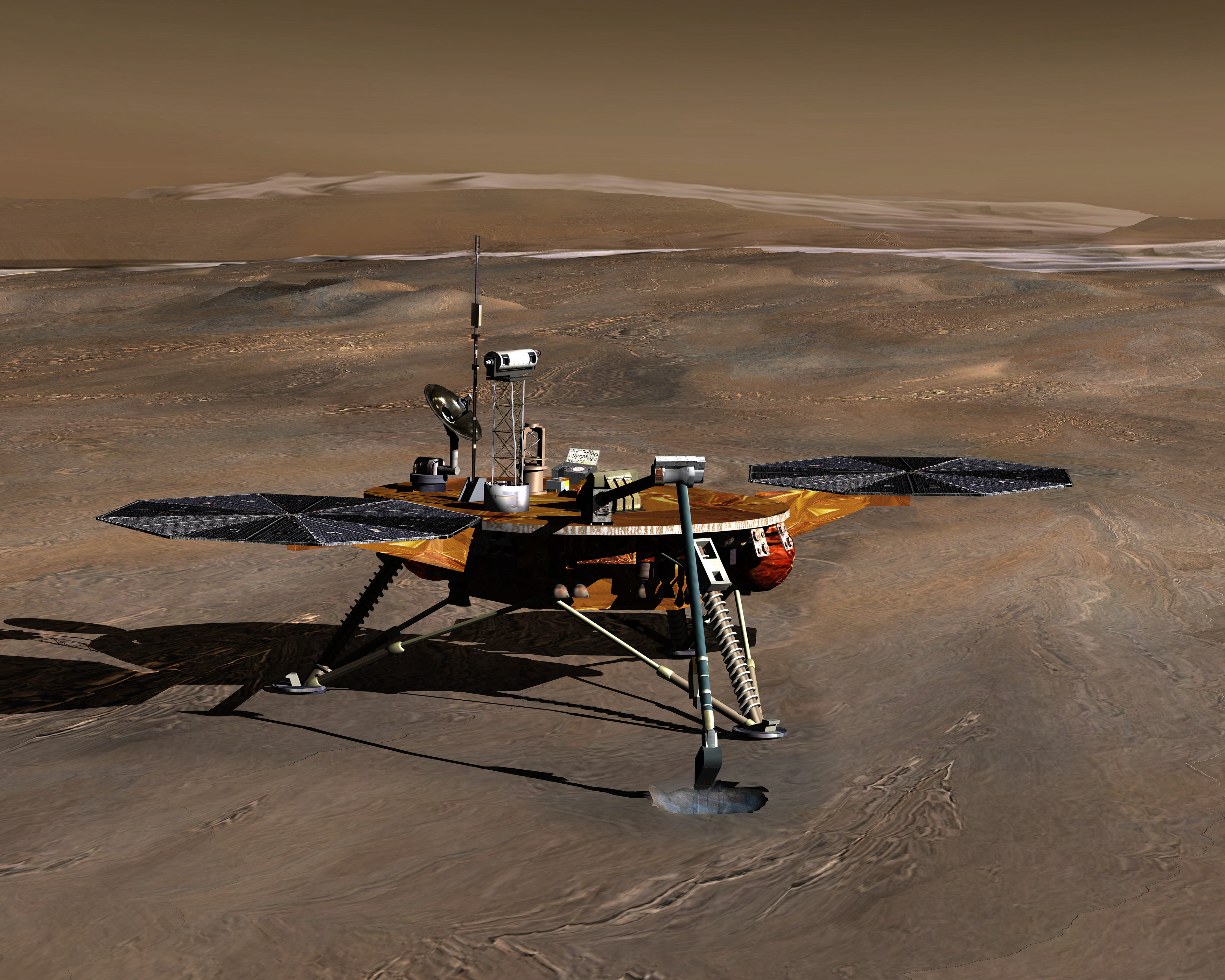
Космический корабль Феникс

### Вояджер
К корпусу каждого «Вояджера» прикрепили круглую алюминиевую коробку, положив туда позолоченный видеодиск. На диске 115 слайдов, на которых собраны важнейшие научные данные, данные о географии Земли, данные о животных и человеке (их анатомическое строение, биохимическая структура, молекула ДНК). В двоичном коде сделаны необходимые разъяснения и указано местоположение Солнечной системы относительно четырнадцати мощных пульсаров. Кроме изображений, на диске записаны и звуки, так человеческая речь представлена на диске короткими приветствиями на 55 языках народов мира. Особую главу послания составляют достижения мировой музыкальной культуры. На диске записаны произведения Баха, Моцарта, Бетховена, композиции Луи Армстронга, Чака Берри, народная музыка многих стран.

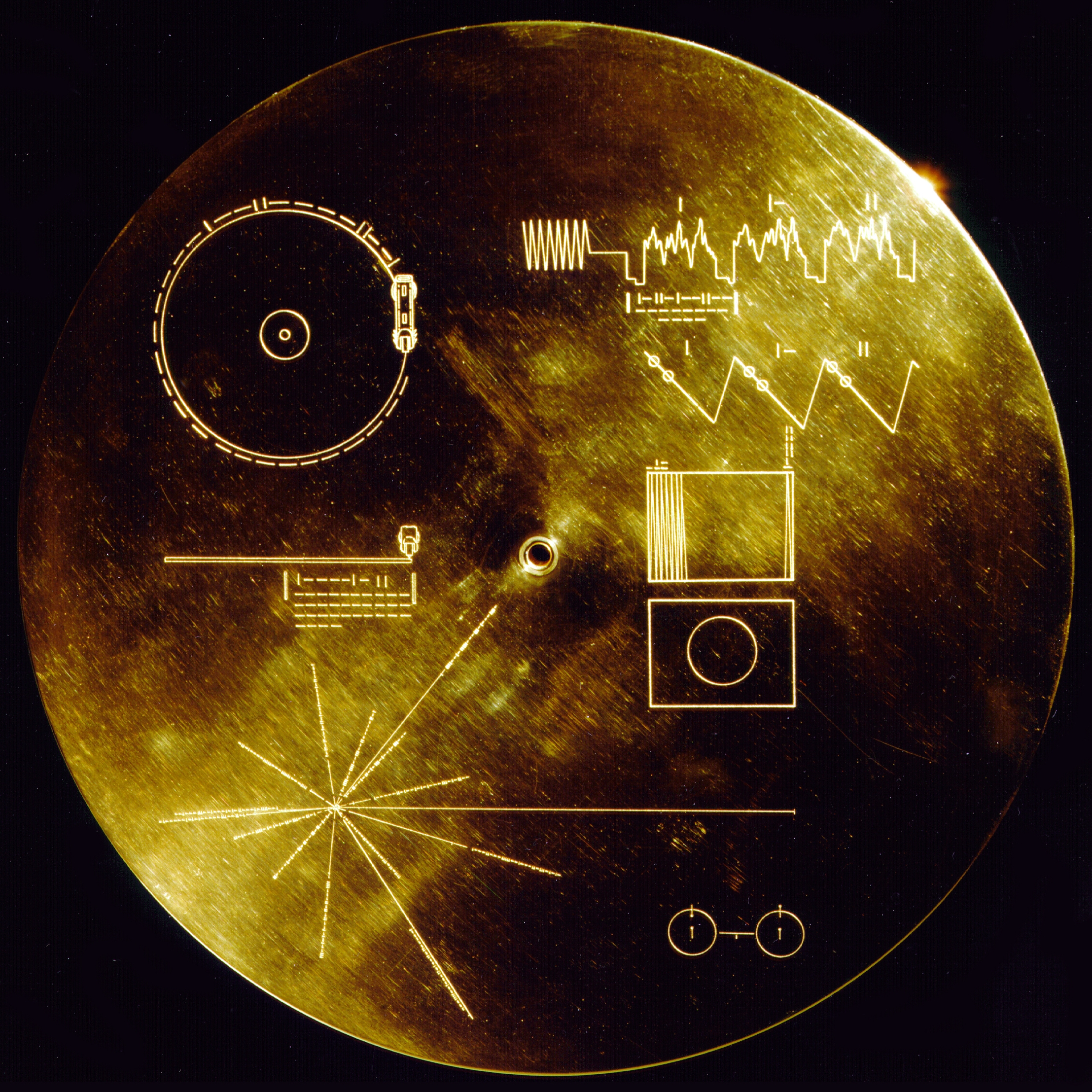
Футляр с пояснениями
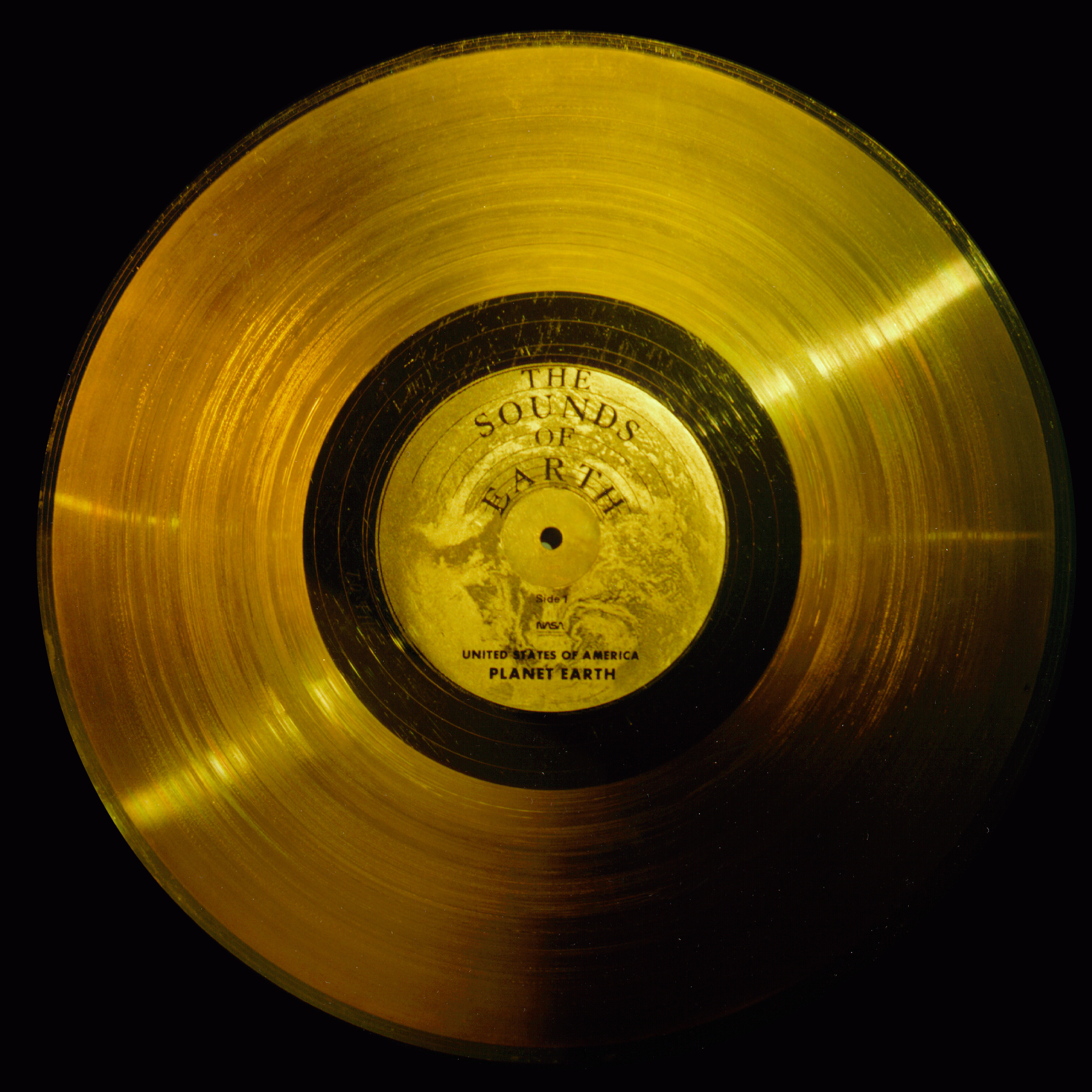
Золотая пластинка «Вояджера»
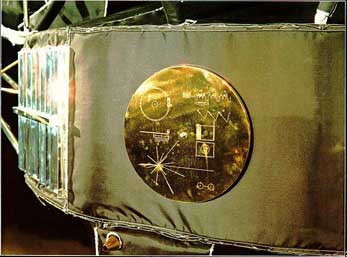
Позолоченный диск, закреплённый на корпусе «Вояджера»

### Ковчег знаний МГУ

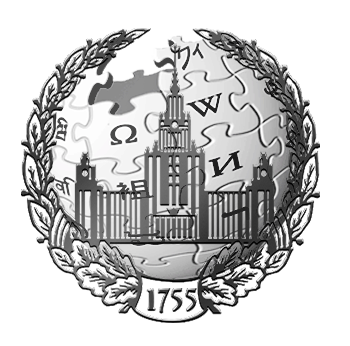
Ковчег знаний МГУ (логотип)

В 2014 году в Московском университете начата реализация проекта Ноев ковчег; в 2022 году начаты работы над проектом «Ковчег математического знания»; в 2023 году открыт проект «Ковчег знаний МГУ» реализуемый, лабораторией инженерии знаний созданной в ИМИСС МГУ.
Пора готовиться к неизбежной смене ориентации мировых трендов: с больших на умные данные; к тому, что Эйнштейн называл «экономией мысли». Потому что океан знаний не только растет, но и загрязняется, как и реальный океан: с помощью искусственного интеллекта генерируются псевдознания. 
Ответ МГУ имени М.В. Ломоносова на этот вызов — создание проекта «Ковчег знаний». Это база достоверных знаний по всем отраслям. «Ковчег знаний МГУ» будет служить основой для работы над большой российской электронной энциклопедией, которая станет лоцией (описанием вод) в мире океана науки.В. А. Садовничий
В университете в рамках проекта существует ежегодный межфакультетский курс «Системы коллективной работы со знанием (вики-технологии)», во время которого студенты ведут работу над улучшением Википедии и связанных с ней ресурсов.